# بخش خنرال بلگرانو
بخش خنرال بلگرانو (به اسپانیایی: Partido de General Belgrano) یک منطقهٔ مسکونی در آرژانتین است که در استان بوئنوس آیرس واقع شده‌است. بخش خنرال بلگرانو ۱٬۸۴۳ کیلومتر مربع مساحت و ۱۵٬۳۸۱ نفر جمعیت دارد.